# Crewe and Nantwich
Crewe and Nantwich was een Engels district in het graafschap Cheshire en telde 111.007 inwoners (2001). De oppervlakte bedraagt 430,4 km².
Van de bevolking is 16,2% ouder dan 65 jaar. De werkloosheid bedraagt 2,8% van de beroepsbevolking (cijfers volkstelling 2001).

## Plaatsen in district Crewe and Nantwich
- Crewe
- Nantwich